# Trænedbrydende svamp
 For alternative betydninger, se Trøske.
Trænedbrydende svampe omfatter flere arter af svampe som typisk nedbryder fugtigt træ. Det er oftest dødt træ, men kan også være levende træ. Eksempler er honningsvamp (Armillaria) og rodfordærver.
Trænedbrydende svampe kan klassificeres i grupper: Brunråd, blødråd og hvidråd.
Trøske (hvidmuld, brunmuld) er et folkeligt navn for den rest, der bliver tilbage efter et svampeangreb i veddet på træer og buske. Nogle af svampene er kun i stand til at nedbryde den mørkfarvede lignin, og de må efterlade den lyse cellulose. Disse svampe kaldes hvidråd-svampe. Andre arter nedbryder cellulosen og efterlader i stedet det brune lignin. De kaldes derfor brunråd-svampe.
Ofte ser man, at forskellige insektlarver lever inde i det trøskede ved, og de får skyld for at være sygdommens årsag, men det forholder sig lige omvendt: at larverne kun kan leve af det ved, som allerede har været forbehandlet af svampene. I næste omgang bebrejder man spætter og spætmejser, at de hugger huller i veddet, men det gør de kun, fordi veddet rummer larver, som de fjerner.